# Ewuare
Ewuare (également Ewuare le Grand ou Ewuare I) est l'Oba du Royaume du Bénin de 1440 à 1473. Ewuare accède au trône après un coup d'État violent contre son frère Uwaifiokun qui provoque la destruction d'une grande partie de Edo (Benin City). Après la guerre, Ewuare reconstruit une grande partie de la ville, réforme les structures politiques du royaume, élargit les limites du royaume (accédant au titre d'empire) et encourage les arts et les festivals. Il a laissé un héritage important et est souvent considéré comme le premier roi du Royaume du Bénin.

## Accession au pouvoir

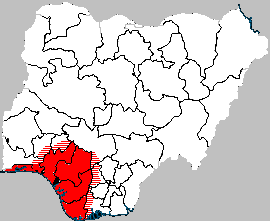
Taille non vérifiée de l'Empire du Bénin à son apogée. Les frontières sont les États modernes du Nigéria.

Avant Ewuare, les Oba du Bénin ont un pouvoir limité par les uzama, le concile des chefs de tout le royaume. Ils nommaient l'Oba à la mort du précédent et pouvaient limiter ses pouvoirs,. L'accession au pouvoir d'Ewuaere est relaté dans la culture orale du Bénin. Ewuare est né en tant que troisième fils de l'Oba Ohen. À ce stade, Ewuare est connu sous le nom de Prince Ogun. Ohen est déposé et lapidé à mort après que ses deux jambes aient été paralysées, car cela signifiait qu'il a perdu les pouvoirs divins,. Une polémique éclate à la mort d'Ohen à la suite de l'exil forcé des princes  Ogun et Irughe par le nouvel Oba Orobiru, second fils d'Ohen.
Le premier fils d'Ohen, Oba Egbeka a régné après la mort de leur père sur une courte période. En exil, Ogun visite de nombreux royaumes différents. L'historien local Jacob U. Egharevba a soutenu qu'après la mort d'Orobiru, Ogun et Uwaifaikon sont bannis de la ville, mais Uwaifaikon a ensuite pu revenir, a menti à l'Uzama et est nommé Oba.
Une légende orale populaire affirme que pendant l'exil du prince Ogun, ce dernier rend service à un esprit de la jungle et obtient un sac magique, appelé Agbavboko. Les propriétés magiques en faisait un sac infini. Chaque chose qu'ogun mettait dans le sac agrandissait celui-ci. Au cours de ses voyages, il a rassemblé d'importantes connaissances magiques et à base de plantes provenant de diverses sources. À un moment donné, il a ressenti le besoin de dormir sous l'arbre sacré uloko  et l'arbre lui dit de retourner à Benin City et de récupérer le trône. Sur le chemin du retour vers la ville, il a retiré une épine infectée de la patte d'un lion et le lion lui donne un talisman magique qu'il pouvait utiliser pour créer n'importe quelle situation dans le monde qu'il désirait.
Il est arrivé à Benin City surpris de trouver un défilé pour son frère Uwaifaikon alors que les gens étaient dans le dénuement. Le prince Ogun a utilisé le talisman pour mettre le feu à de grandes parties de la ville. Il a ensuite atteint Agbavboko et a sorti un arc avec une flèche empoisonnée qu'il a ensuite utilisée pour assassiner Uwaifaikon. Dans la confusion qui s'ensuivit, il se cacha avec un esclave, nommé Edo, qui a pris soin de lui quand il est jeune et qui le reconnut immédiatement dans le chaos. Les partisans d'Uwaifaikon sont entrés dans la maison d'Edo et l'ont tué en essayant de retrouver Ogun qui s'est caché. Ogun a ensuite quitté la maison et a rassemblé ses partisans et a pu faire valoir son droit au trône.
Dans la version d'Egharevba, lors d'une visite dans la ville pendant son exil, Ogun est recueilli par un chef éminent qui l'a caché dans un puits asséché mais est ensuite allé le dire aux autorités. L'esclave en chef du chef, nommé Edo, a laissé tomber une échelle dans le puits et a conseillé à Ewuare de s'échapper.
Ogun prit alors le nom d'Ewuare traduit par « les ennuis ont cessé »,. Finalement, l'Ogidigan honorifique (le Grand) est ajouté et il est souvent connu sous le nom d'Ewuare Ogidigan ou Ewuare le Grand. La date de son ascension au trône est généralement estimée à 1440. Pour honorer l'esclave qui a sacrifié sa vie pour sauver la sienne, Ewuare a également renommé la ville en Edo (aujourd'hui Benin City).

## Règne

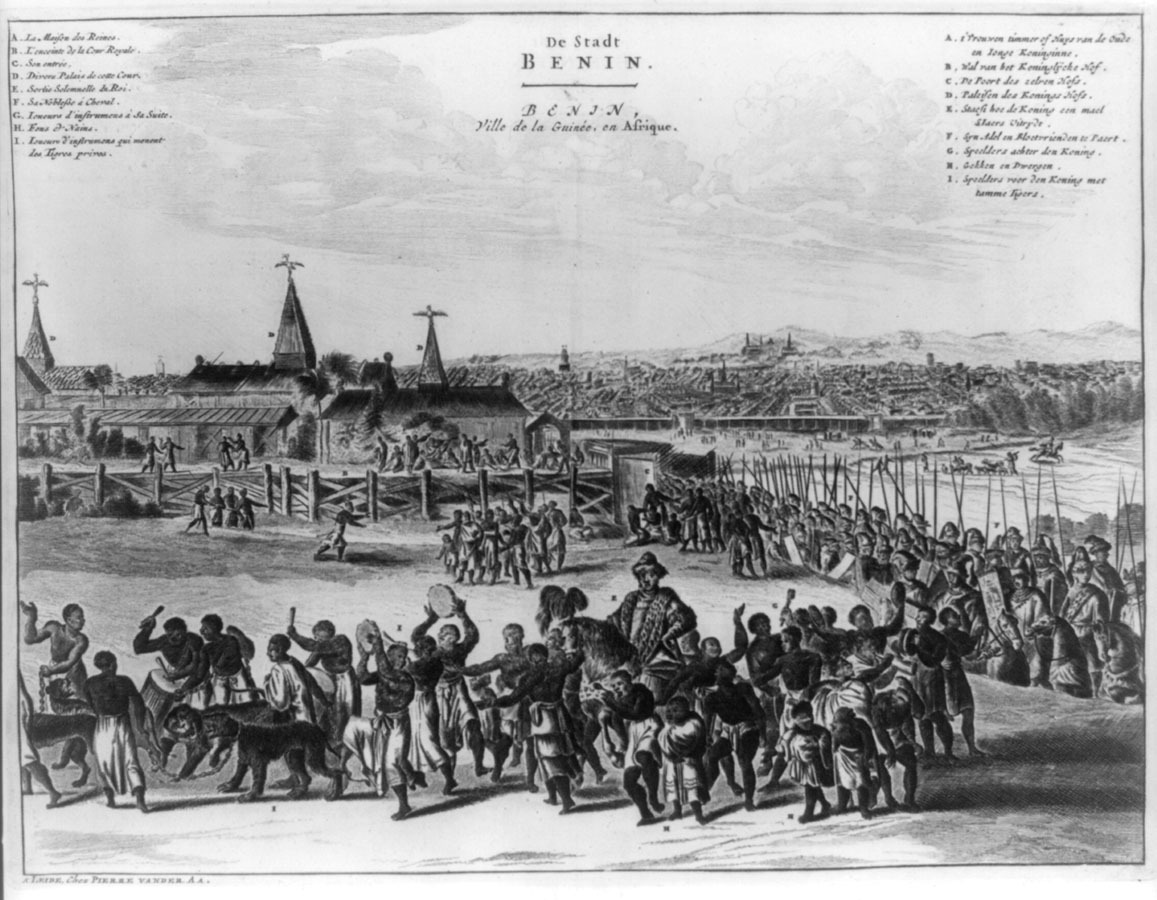
Représentation de Benin City (1668) - De nombreux éléments, les grands murs, les douves et le palais sont réalisés par Ewuare.

Ewuare est souvent considéré comme un réformateur clé de l'État et crucial dans de nombreux aspects de la formation de l'empire du Bénin. Il consolide le pouvoir de l'Obga et modifie les procédures de lignages afin d'accéder à un statut semi-divin et une hérédité filiale. Il crée une structure administrative pour son empire et élargit son territoire de façon importante.
Un développement administratif majeur entrepris par Ewuare a réduit le pouvoir des chefs uzama qui étaient une force limitative sur l'Oba. Ewuare a supprimé leur capacité à nommer l'Oba et a plutôt adopté une succession claire allant au fils premier-né. En adoptant ce système de lignage par primogéniture, l'autorité de l'uzama est considérablement réduite. De plus, pour clarifier la situation, Ewuare a développé le titre Edaiken pour le fils aîné afin d'établir clairement la lignée. Une histoire orale date ce développement d'une situation dans la ville d'Uselu. Le chef d'Uselu, Iken, est devenu un allié des Ewuare.
Des révoltes ont éclaté durant le règne d'Ewuare. Parce qu'il n'a personne pour gouverner Uselu, Ewuare envoya son fils aîné Kuoboyuwa servir dans la ville jusqu'à la fin de la guerre. Iken est mort dans les combats et comme il n'a pas d'héritier, Kuoboyuwa est devenu le dirigeant. Le titre de succession Edaiken dérive de cet incident.
Ewuare a également créé deux couches supplémentaires d'administration dans les villes et villages avec la création des Eghabho n'ore (chefs de ville) et des Eghabho n'ogbe (chefs de palais). Ceux-ci agissaient comme des bras administratifs, directement nommés et responsables devant l'Oba, qui percevaient le tribut, traitaient les questions juridiques et participaient généralement aux affaires de l'État. Pour favoriser cela, Ewuare a encouragé la population née libre à travailler dans le palais pour de petits salaires dans le cadre de ces différents ordres.
En outre, Ewuare a réussi à prendre le contrôle d'un certain nombre de villes et villages de la région pour étendre l'empire. Il a personnellement dirigé l'armée contre de nombreuses communautés Edo, vivant à l'ouest du fleuve Niger, et des colonies clés Yoruba comme Akure et Owo. Dans les villes qu'il a reprises, il a rapidement remplacé l'élite dirigeante par des chefs de son système administratif qui étaient ses alliés. L'histoire orale raconte 201 victoires d'Ewuare sur les différentes villes et villages créant un grand empire centré à Edo. Cette expansion militaire lui permet de faire du royaume du Bénin la plus importante puissance militaire et politique du sud du Nigeria, ayant un contrôle sur de nombreux États tributaires, incluant le Dahomey.
La capitale de l'empire est reconstruite pendant Ewuare avec une refonte importante. Autour de Benin City (alors Edo), Ewuare a construit des murs et des douves importants, de grands boulevards dans la ville et des zones clairement divisées pour différents travaux artisanaux. Des preuves archéologiques ont montré que les murs construits autour du palais et de la ville, et même dans le pays, étaient des constructions importantes prenant plusieurs années à achever. De plus, il a reconstruit le palais et a créé une division claire entre celui-ci et le reste de la capitale. La division est encore accentuée par l'introduction par Ewuare de la scarification pour les citoyens nés libres pour les différencier de la population esclave. Egharevba établit une source différente de la scarification qui s'est développée dans le Royaume. Les histoires orales utilisées par Egharevba suggèrent que pendant son règne, son fils aîné Kuoboyuwa (le dirigeant d'Iken) et son deuxième fils Ezuwarha (qui est devenu le dirigeant d'Iyowa) sont devenus des rivaux et ont fini par s'empoisonner, provoquant un deuil important d'Ewuare. . Dans son chagrin, Ewuare a adopté une loi interdisant les relations sexuelles dans le royaume pendant trois ans, ce qui a conduit de nombreux membres du royaume à migrer vers d'autres régions. Ewuare a annulé la loi mais comme peu de migrants sont revenus, il a dit à tous les États voisins de refuser l'entrée à ses citoyens et a développé la pratique de la scarification pour permettre une identification claire de leurs citoyens.

## Contact avec les portugais
Ewuare est l'Oba de l'empire du Bénin lorsque l'explorateur portugais Ruy de Sequeira arrive en 1472. On ne sait pas s'il est allé dans la ville, mais des contacts entre les Portugais et l'Oba sont initiés. Des liens commerciaux, ainsi qu'un comptoir portugais, s'établit entre les deux pays et se développe surtout à partir de 1480. Le roi du Portugal a développé une alliance étroite avec Oba Esigie, qui fut le premier Oba du Bénin à avoir parlé portugais.
Selon la tradition orale, Oba Ewuare s'est battu contre le dieu Olokun afin de posséder un collier de perles qui rejoint les regalia des Oba après son règne. Cette tradition est en lien direct avec l'introduction du commerce avec les Portugais puisqu'il s'agit de perles provenant de la mer Méditerranée. L'expansion des croyances et rituels liés à Olokun prend racine durant le règne d'Ewuare.

## Arts et folklore

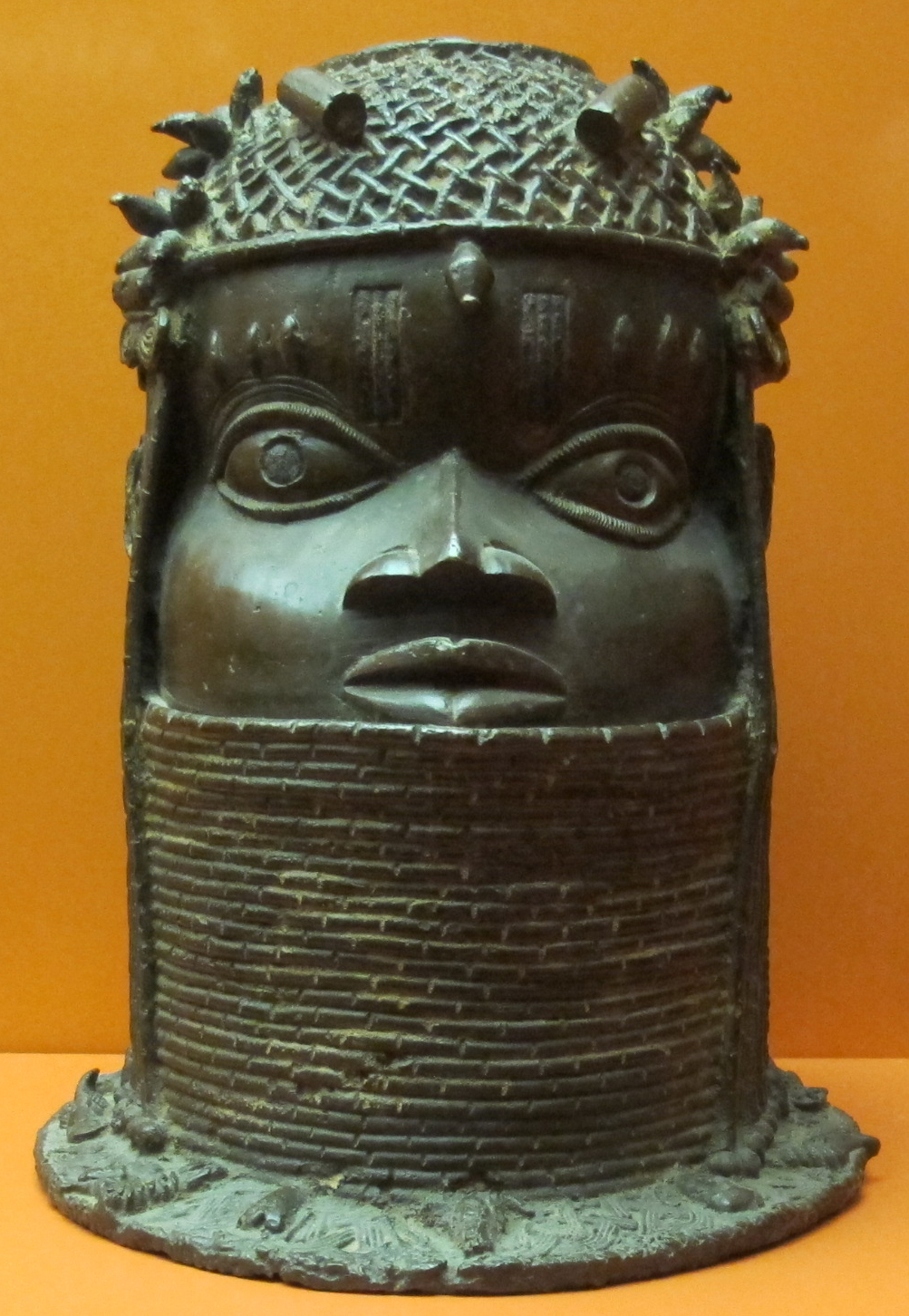
Une tête en bronze du Bénin à exposer dans un sanctuaire des Obas, une tradition commencée sous Ewuare.

Ewuare a considérablement développé les arts du royaume du Bénin pendant son règne et est grandement aidé en cela grâce à l'augmentation du commerce. Ewuare est généralement crédité pour l'expansion de l'usage d'ivoire, de sculpture en bois et la création de têtes en bronze pour les sanctuaires des défunts obas. En outre, Ewuare a lancé de nombreuses traditions de décoration royale impliquant le corail,.
Dans les contes folkloriques et les représentations artistiques, Ewuare est considéré comme un personnage semi-divin ayant des pouvoirs magiques. Ses connaissances herbacées et magiques sont attestées dans un certain nombre d'œuvres d'art importantes de l'époque.
La création du Festival Igue, durant son règne, est un autre apport important. Une histoire orale dit que la date de ce festival est initialement fixée au mariage entre Ewuare et une femme nommée Ewere. Il aurait également fondé le festival Ugie Erha Ọba qui honorait les Obas.

## Mort et lignage
Les détails de sa mort sont indéterminés. Cependant, Egharevba dit qu'il est enterré à Esi, près de la ville d'Edo (Benin City). Des fouilles archéologiques menées à l'emplacement supposé de son enterrement ne trouvent rien. Son premier fils, Ezoti, est assassiné par son second fils, Olua, qui règnera pendant une courte période avant d'être remplacé par l'uzama qui s'est révolté. Son troisième fils, Ozolua devint Oba vers 1483 et régna jusqu'en 1514. La lignée royale d'Ewuare se poursuivra pendant plusieurs générations.

## Recherches chronologiques
Jusqu'au règne d'Oba Ewuare, les chronologies sont parcellaires, cependant toutes les traditions orales concordent pour attribuer des changements politiques et économiques majeurs au règne d'Ewuare. Cette situation coïncide avec celle décrite par les Portugais arrivant sur les côtes. Toutefois les historiens considèrent avec plus de précaution que les contacts commerciaux s'établissent durant les règnes d'Ewuare, Ozolua et Esigie, introduisant notamment progressivement la traite négrière. Rui de Sequeira pourrait avoir visité Benin City vers 1472, cependant la certitude d'une visite portugaise se situe en 1486 avec un commerçants nommé d'Aveiro. Ce dernier ramène au Portugal un ambassadeur qui rencontre Jean II entre 1481 et 1495.
Ces recherches ne laissent supposer qu'une faible possibilité de contact avec les Portugais durant le règne d'Ewuare, entrant en contradiction avec de nombreux éléments de la tradition orale. Il est probable que les objets dont parlent les traditions sont parvenus à Ewuare avant que les contacts soient établis, sachant que le Bénin représente un important carrefour commercial de l'Afrique de l'Ouest.
Une dernière hypothèse consiste dès lors à réévaluer les dates de règnes d'Oba Ewuare et les faire remonter à la fin du XVe siècle pour que la tradition orale coïncide avec les premiers contacts Européens. Les recherches semblent effectivement offrir une conclusion en ce sens et démontrent qu'Ewuare aurait régné après 1472, et non avant comme l'établit la tradition orale. La question du père d'Ewuare est également fortement remise en question. Les recherches ne permettent pas encore d'offrir de dates précises.